# Open Rionegro
L'Open Rionegro, noto come Jumbo Open Rionegro per ragioni di sponsorizzazione, è stato un torneo professionistico di tennis giocato sulla terra rossa, che faceva parte dell'ATP Challenger Tour. Si é giocata l'unica edizione al Club Campestre en Llanogrande di Rionegro, in Colombia.

## Albo d'oro

### Singolare
| Anno | Campione       | Finalista     | Punteggio |
| ---- | -------------- | ------------- | --------- |
| 2023 | Patrick Kypson | Benjamin Lock | 6–3, 6–3  |

### Doppio
| Anno | Campioni                          | Finalista                 | Punteggio    |
| ---- | --------------------------------- | ------------------------- | ------------ |
| 2023 | Juan Sebastián Gómez Andrés Urrea | Orlando Luz Oleg Prihodko | 6–3, 7–6(10) |